# El Porvenir (Panama, Chiriquí)
Pour les articles homonymes, voir El Porvenir.
El Porvenir est un corregimiento situé dans le district de Remedios, province de Chiriquí, au Panama. En 2010, la localité comptait 1 325 habitants.